# Victor Baltard

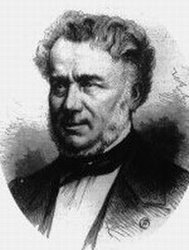
Victor Baltard

Entwurf für die Pfarrkirche Saint-Augustin

Victor Baltard (* 10. Juni 1805 in Paris; † 13. Januar 1874 ebenda) war in der zweiten Hälfte des 19. Jahrhunderts Stadtarchitekt in Paris. Zu seinen bekanntesten Bauten gehören die Pfarrkirche Saint-Augustin und die Pariser Markthallen.

## Familie
Victor Baltard wurde als Sohn des Architekten Louis-Pierre Baltard (1764–1846) geboren, der zunächst an der École polytechnique und später an der École des Beaux-Arts in Paris als Professor für Architektur lehrte. 1833 heiratete Victor Baltard Adeline, die Schwester des Architekten Paul-Eugène Lequeux.

## Laufbahn
1824 trat Victor Baltard in die École des Beaux-Arts ein. Dort belegte er Kurse bei seinem Vater, bei den Architekten François Debret und Charles Percier, außerdem besuchte er Kurse für Malerei.
Als Abschluss der Ausbildung erhielt Victor Baltard 1833 die bedeutendste Auszeichnung der Kunsthochschule, den Prix de Rome, der ihm einen fünfjährigen Aufenthalt in Rom ermöglichte. Mit dem Preis verbunden war die Unterkunft in der Villa Medici, seit 1803 Sitz der Académie de France in Rom, deren Direktor 1835 Dominique Ingres wurde. In dieser Zeit machte Victor Baltard Bekanntschaft mit zahlreichen französischen Künstlern, dem Komponisten Ambroise Thomas, dem Maler Hippolyte Flandrin, dem Bildhauer Pierre-Charles Simart, die ebenfalls in der Villa Medici residierten. In Rom beschäftigte sich Victor Baltard vor allem mit archäologischen Studien.
Nach seiner Rückkehr wurde Baltard 1839 in Paris zum Inspecteur des Beaux-Arts ernannt. 1841 beteiligte er sich an dem Wettbewerb für die Gestaltung des Grabmals von Napoleon im Invalidendom, aus dem er und der Architekt Louis Visconti ex-aequo als erste hervorgingen. Louis Visconti, der älter war und als erfahrener galt, erhielt den Auftrag.
1844 veröffentlichte er in dem Buch des Historikers Jean Louis Alphonse Huillard-Bréholles erstmals genaue Pläne des Castel del Monte.

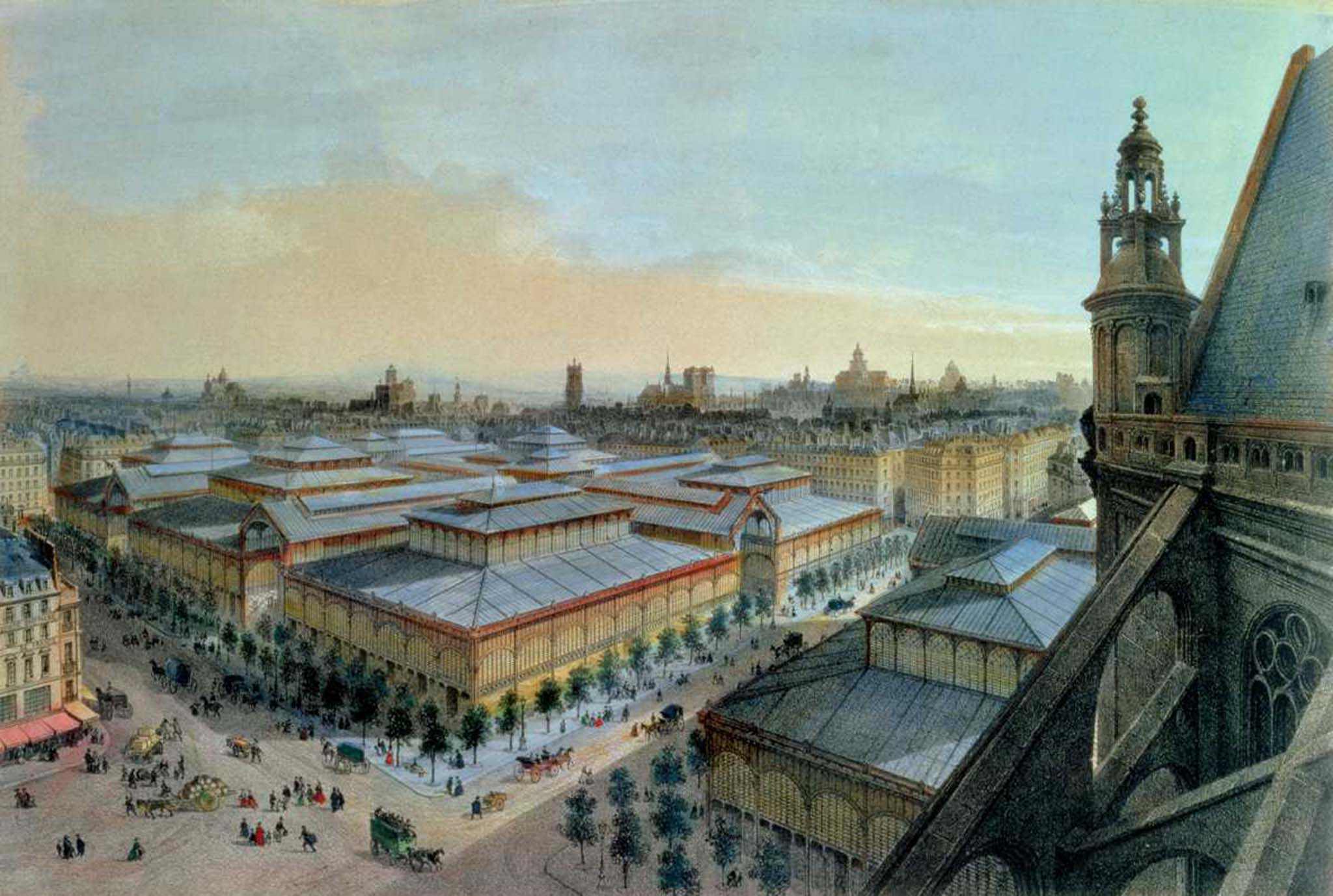
Markthallen von Victor Baltard, im Vordergrund die Pfarrkirche Saint-Eustache

1845 wurde Victor Baltard mit dem Neubau der veralteten Pariser Markthallen betraut. In diesem Jahr legte er seinen ersten Entwurf vor, den er später zugunsten einer reinen Eisen-Glas-Konstruktion abänderte. 1851 begann man mit den Bauarbeiten. Die ersten sechs Pavillons wurden 1858 fertiggestellt, vier weitere im Jahr 1874. Die beiden letzten Pavillons wurden erst 1935 vollendet. In den 1970er Jahren wurden die Markthallen abgerissen und an ihrer Stelle das Einkaufszentrum Forum des Halles geschaffen, das seit 2012 grundlegend umgestaltet wird. Nur eine alte Halle, Pavillon Baltard genannt, ist erhalten geblieben und wurde in Nogent-sur-Marne wiederaufgebaut.
Ab 1848 war Victor Baltard verantwortlich für die Restaurierung des Rathauses (Hôtel de Ville) und der Pariser Kirchen, deren Umbauten er leitete. Ab 1853 war Baltard auch zuständig für die Organisation der Feste der Stadt Paris. Er schuf die Kulissen für feierliche Empfänge, Einweihungszeremonien und andere Festlichkeiten.

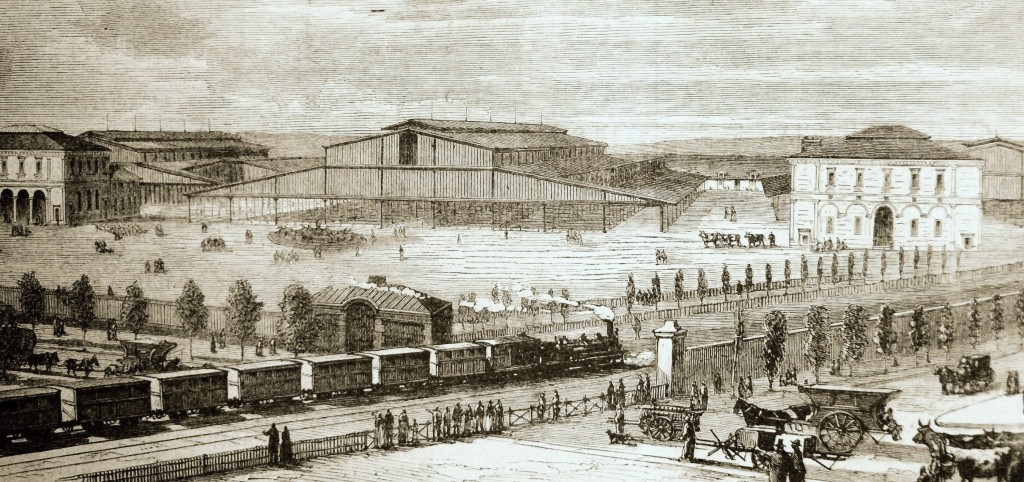
Schlachthofgebäude von La Villette im Jahr 1867

Ende der 1850er Jahre entwarf Victor Baltard in Anlehnung an die Markthallen die Pläne für die neuen Schlachthofgebäude in La Villette, am nordöstlichen Stadtrand von Paris, deren Ausführung er dem Architekten Louis-Adolphe Janvier überließ. Georges-Eugène Haussmann, der 1853 Präfekt des Département Seine geworden war, ernannte Victor Baltard, der wie Haussman Protestant war, im Jahr 1860 zum leitenden Architekten der Stadt Paris.
Von 1860 bis 1871 errichtete Victor Baltard die Pfarrkirche St-Augustin an der Place Saint-Augustin im 8. Arrondissement von Paris. Zu Beginn der 1870er Jahre entwarf Victor Baltard die Pläne für das Bestattungsinstitut der Stadt Paris (Pompes funèbres) in der Rue d'Aubervilliers Nr. 104 im 19. Arrondissement, in dem heute das Kulturzentrum centquatre untergebracht ist.

## Auszeichnungen
- Ernennung zum Offizier der Ehrenlegion

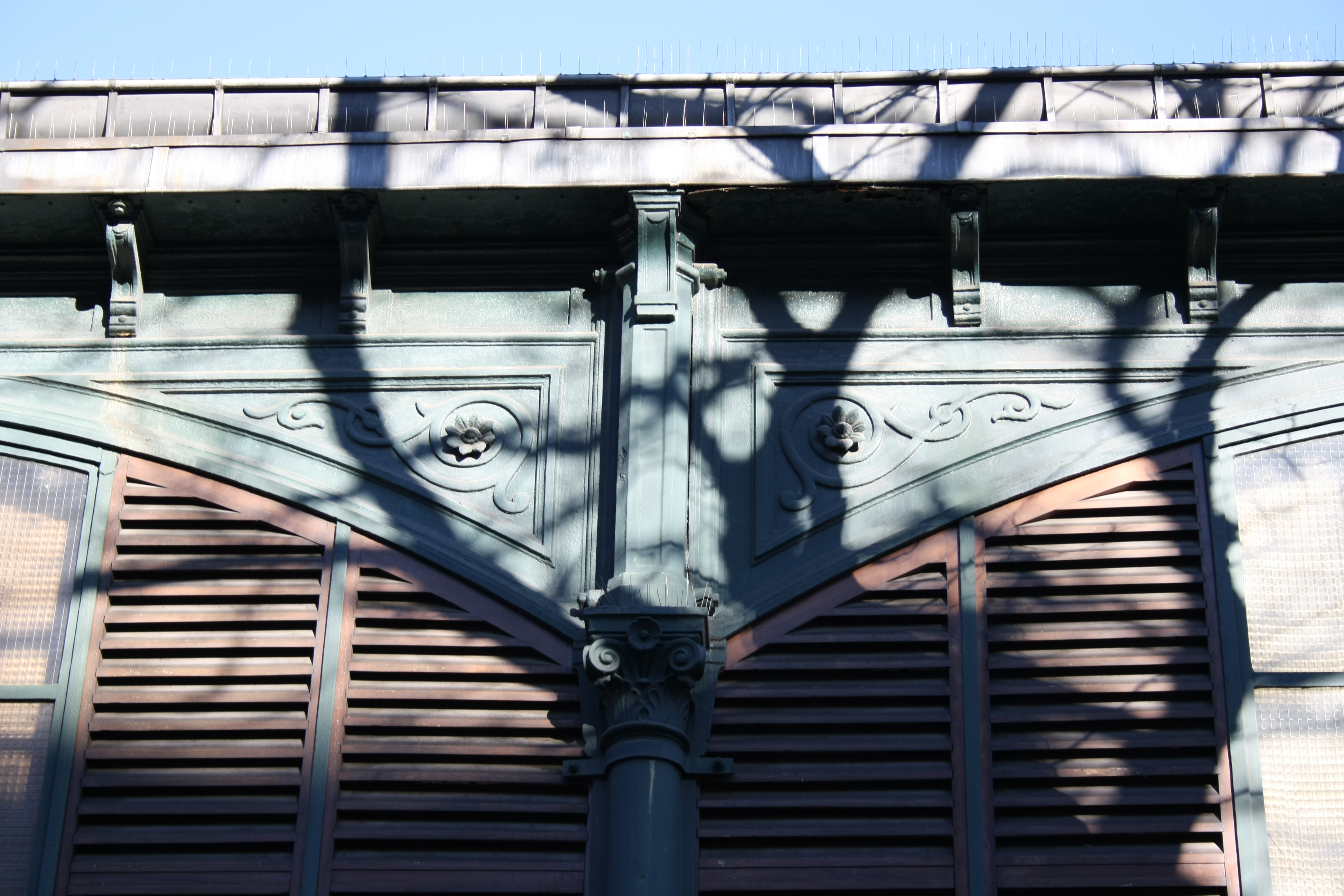
Marché Secrétan

## Bauwerke (Auswahl)
- 1838–1855: Restaurierung der Pfarrkirche Saint-Germain-l’Auxerrois im 1. Arrondissement, in Zusammenarbeit mit dem Architekten Jean-Baptiste-Antoine Lassus
- 1844: Restaurierung der Pfarrkirche Saint-Eustache im 1. Arrondissement, nach einem Brand
- 1844: Umbauten der ehemaligen Abteikirche von Pentemont im 8. Arrondissement, seit 1844 reformierte Kirche
- 1846–1849: Bau des Hôtel du Timbre, de l'Enregistrement et des Domaines im 2. Arrondissement, nach Plänen des Architekten Paul Lelong (1801–1846)
- 1851–1872: Markthallen im 1. Arrondissement; sie wurden in den 1970er Jahren abgerissen. Nur eine Halle, der Pavillon Baltard, wurde in Nogent-sur-Marne im Département Val-de-Marne wiederaufgebaut.
- 1853/54: Bau der Chapelle des Catéchisme in der Pfarrkirche Saint-Philippe-du-Roule im 8. Arrondissement
- 1855: Erweiterung der Kathedrale Cathédrale Sainte-Croix de Paris des Arméniens im 3. Arrondissement, in Zusammenarbeit mit dem Architekten Étienne-Hippolyte Godde
- 1857–1858: Nebengebäude des Hôtel de Ville im 4. Arrondissement; die Gebäude brannten 1871 ab und wurden 1873 bis 1876 wiederaufgebaut
- Ende der 1850er Jahre: Bau der neuen Schlachthofgebäude in La Villette im 19. Arrondissement
- 1858/60: Umbau des Chorhauptes der Pfarrkirche Saint-Leu-Saint-Gilles im 1. Arrondissement
- um 1860: Wohnhaus für den Komponisten Ambroise Thomas in Argenteuil im Département Val-d’Oise
- 1860–1871: Bau der Pfarrkirche Saint-Augustin im 8. Arrondissement
- 1861–1865/68: Restaurierung der Fassade und Anbau der Chapelle des Catéchismes der Kirche Saint-Étienne-du-Mont im 5. Arrondissement
- 1862: Umbau der Kirche Saint-Nicolas-du-Chardonnet im 5. Arrondissement
- 1863: Erweiterung der Kirche Notre-Dame-des-Blancs-Manteaux im 4. Arrondissement um ein Joch und Anbringung der Fassade der zerstörten Kirche Saint-Eloi der Barnabiten, die sich ehemals auf der Île de la Cité befand
- 1863–1865: Bau der reformierten Kirche Temple du Saint-Esprit im 8. Arrondissement, in Zusammenarbeit mit dem Architekten Théodore Ballu
- 1868: Bau der Markthalle Marché Secrétan im 19. Arrondissement
- 1872–1874: Bau des städtischen Bestattungsinstituts Pompes funèbres auf dem ehemaligen Schlachthofgelände von la Villette-Popincourt im 19. Arrondissement, in Zusammenarbeit mit zwei weiteren Architekten; heute ist dort das Kulturzentrum centquatre eingerichtet
- Restaurierung und Ausgestaltung der ehemaligen Abteikirche Saint-Germain-des-Prés in Zusammenarbeit mit dem Architekten Étienne-Hippolyte Godde und dem Maler Hippolyte Flandrin
- Restaurierung der Fassade und Umgestaltung des Chores der Pfarrkirche Saint-Paul-Saint-Louis im 4. Arrondissement

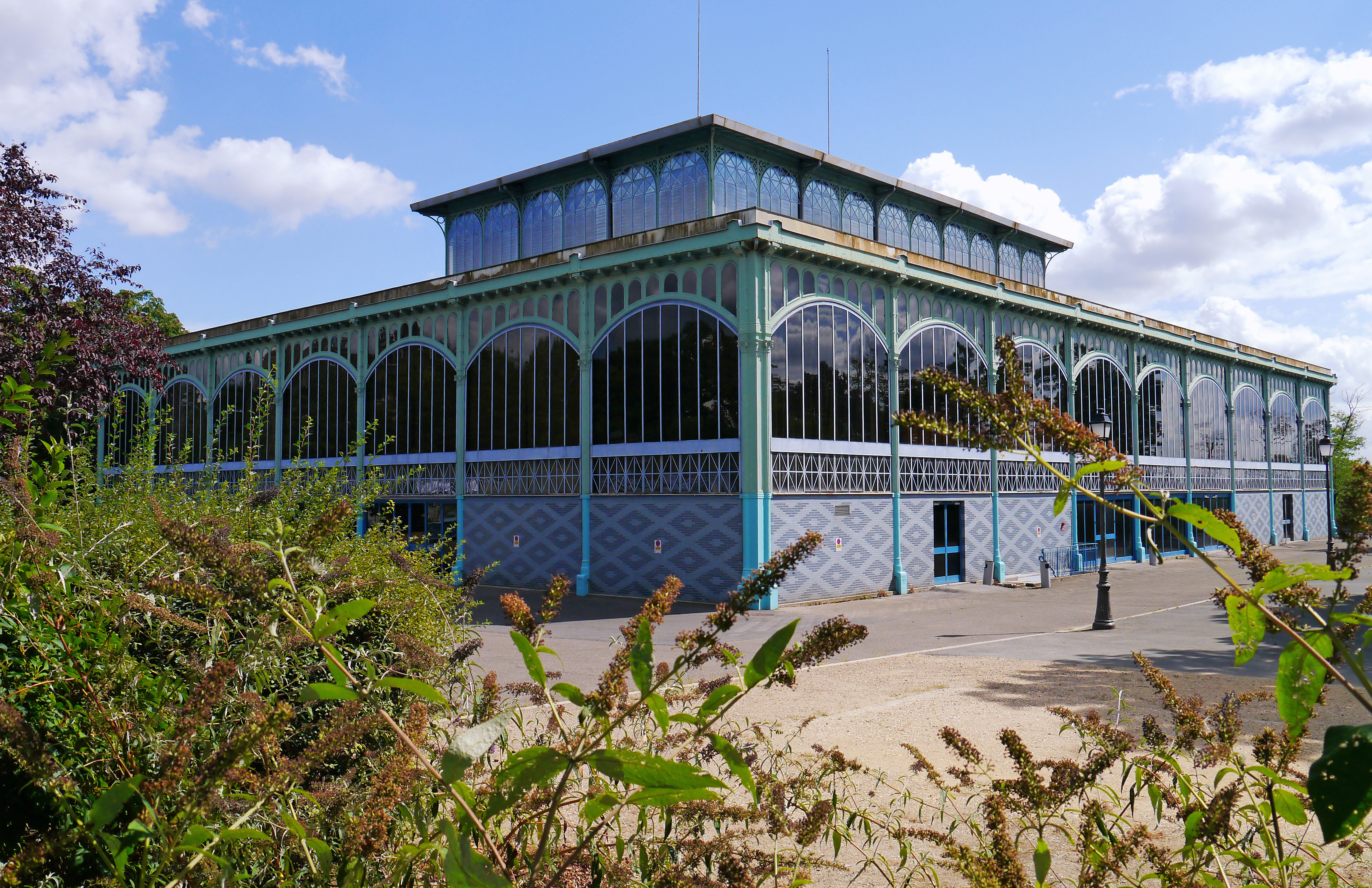
Pavillon Baltard in Nogent-sur-Marne
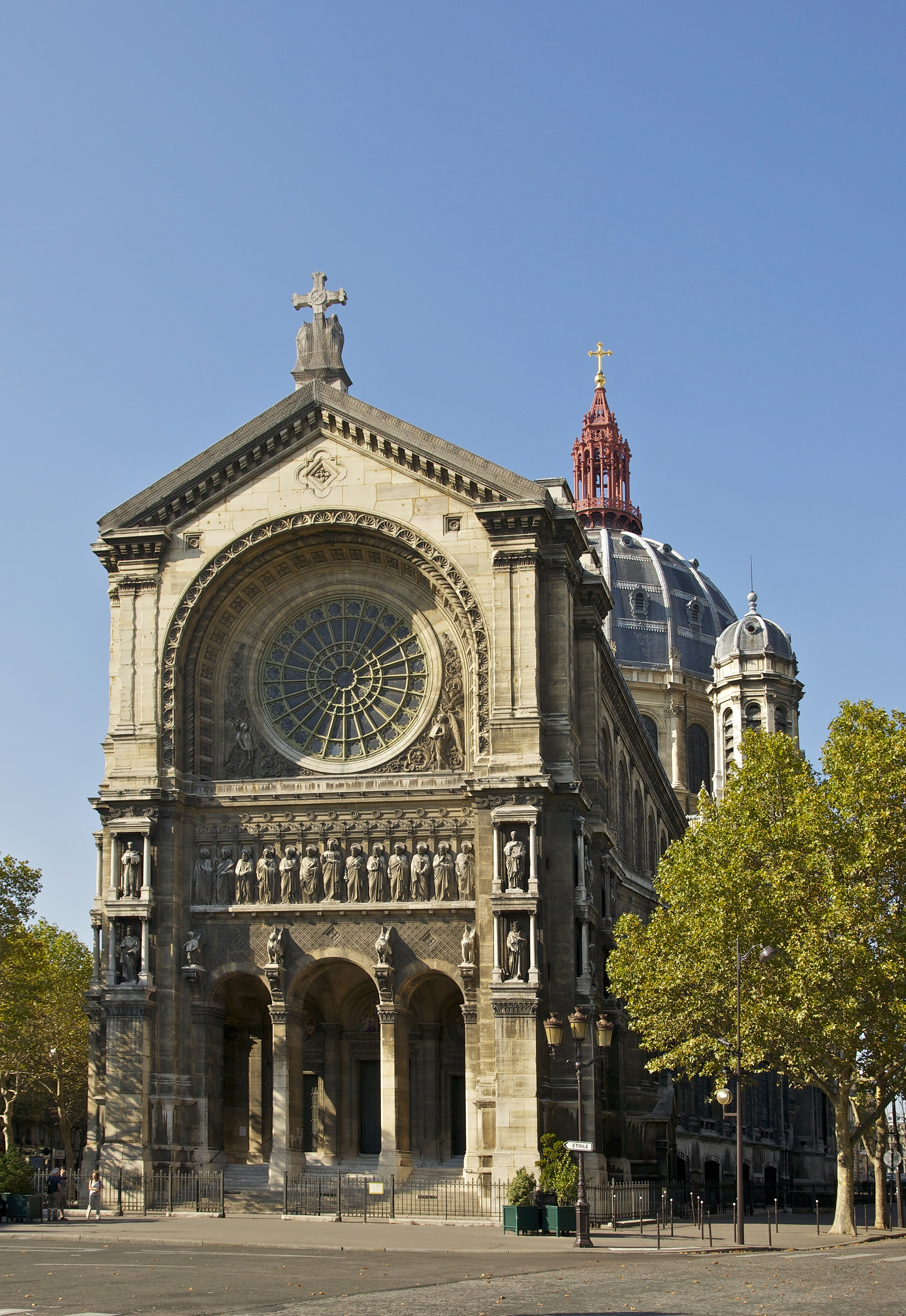
Pfarrkirche Saint-Augustin
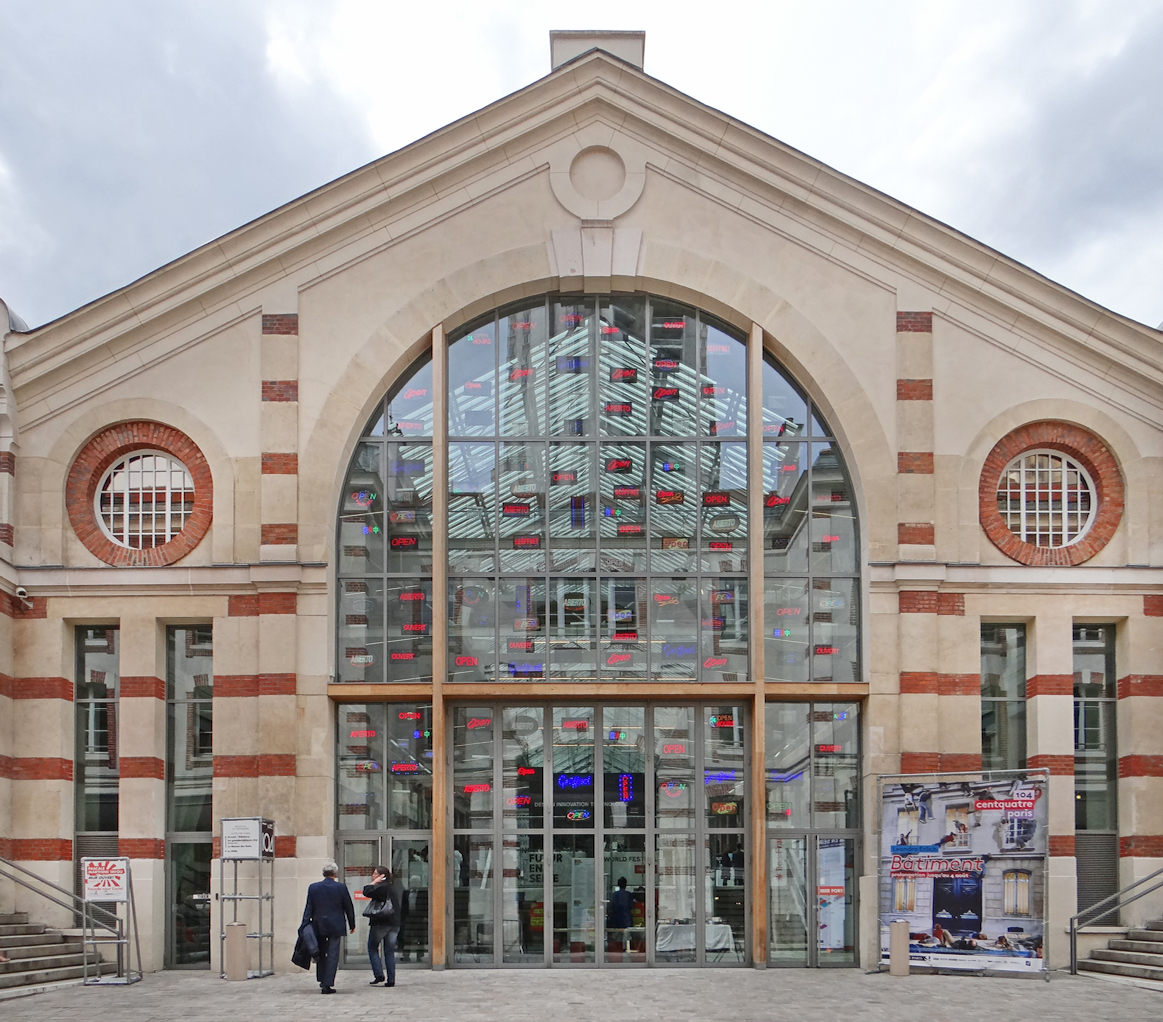
Ehemaliges Bestattungsinstitut Pompes funèbres, heute Kulturzentrum centquatre
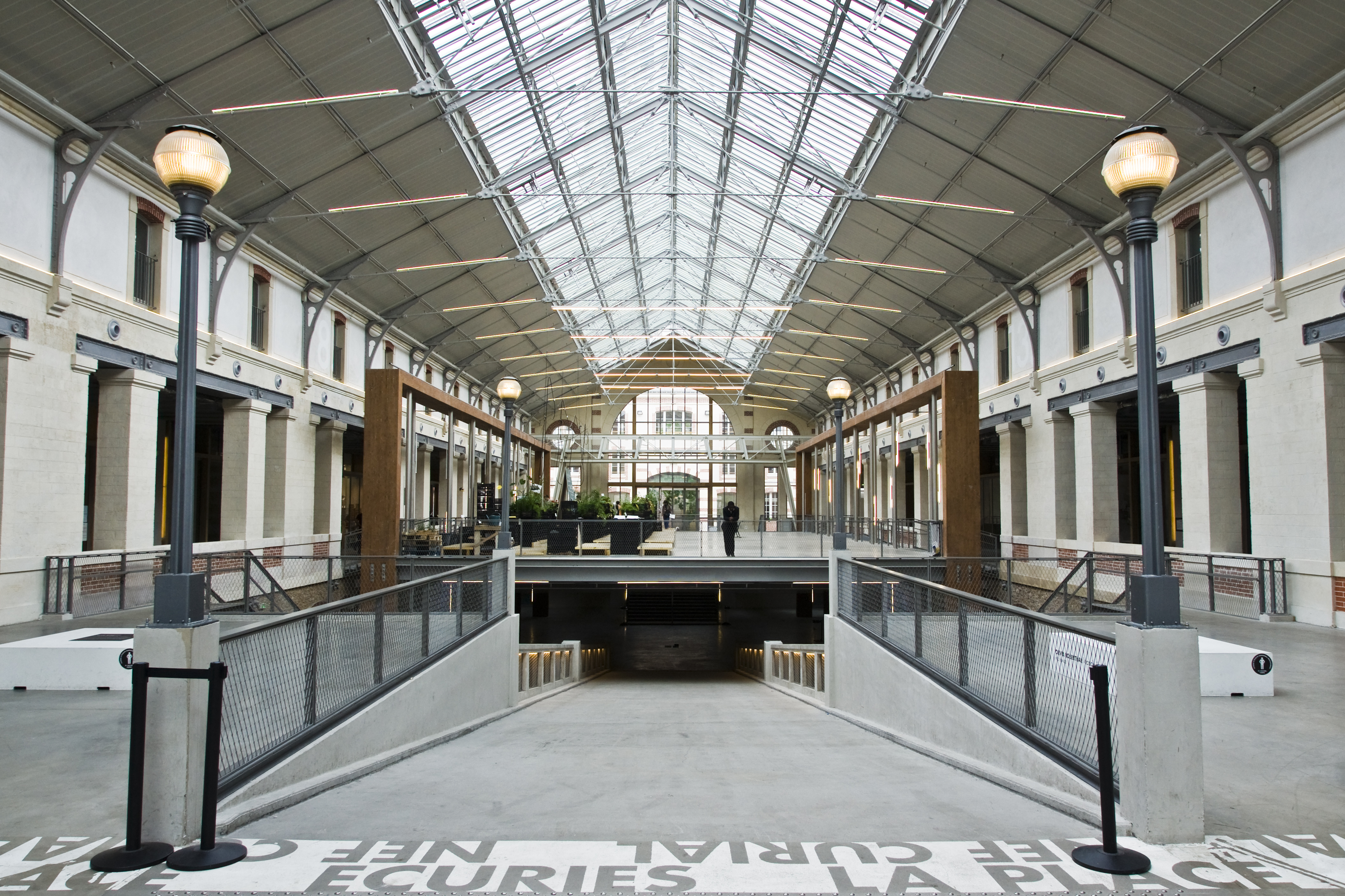
Ehemaliges Bestattungsinstitut Pompes funèbres, heute Kulturzentrum centquatre

## Grabmonumente
Victor Baltard entwarf das Grabmonument für Hippolyte Flandrin in der Kirche Saint-Germain-des-Prés und das Grab des Komponisten Louis Lefébure-Wély (1817–1869) auf dem Friedhof Père-Lachaise.

## Nicht realisierte Projekte
- 1856: Entwurf für einen zentralen Bahnhof in der Nähe der Brücke Pont Neuf im 1. Arrondissement
- 1860: Entwurf für den Wiederaufbau der Markthalle des Carreau du Temple im 3. Arrondissement
- um 1860: Entwurf für den Neubau der Pariser Oper; realisiert wurde der Entwurf von Charles Garnier

## Veröffentlichungen (Auswahl)
- Monographie des halles centrales de Paris, Paris 1863.